# 殿ヶ谷村
殿ヶ谷村（とのがやむら）とは、神奈川県、東京府西多摩郡にかつて存在した村である。現在の瑞穂町の東部に位置する。瑞穂町の地名として現存する。

## 歴史

### 沿革
- 1889年（明治22年）4月1日 - 町村制の施行に伴い、神奈川県西多摩郡箱根ヶ崎村、石畑村、殿ヶ谷村、長岡村が町村組合を結成し、箱根ヶ崎村外三ヶ村組合が発足。
- 1893年（明治26年）4月1日 - 東京府へ移管。
- 1940年（昭和15年）11月10日 - 箱根ヶ崎村外三ヶ村組合を廃止。各村が合併して瑞穂町を新設。同日殿ヶ谷村廃止。